# 四斑大咽非鯽
四斑大咽非鯽，為輻鰭魚綱鱸形目隆頭魚亞目慈鯛科的其中一種，分布於非洲馬拉威湖南部流域，體長可達15.6公分，棲息在植被生長的水域，以藻類及甲殼類為食，生活習性不明，可作為觀賞魚。

## 擴展閱讀
維基物種上的相關：四斑大咽非鯽